# عمر رضا كحالة
عمر رضا كحالة (1323 - 1408 هـ / 1905 - 1987 م) هو مؤرخ بحاثة وكاتب، من أهل دمشق.

## ترجمته
هو عمر بن رضا بن محمد راغب بن عبد الغني كحَّالة. ولد بدمشق وتعلم بالتجهيز السلطانية في مكتب عنبر وفي بلدة عاليه بلبنان. سافر إلى بريطانيا سنة 1927، وإلى نيجيريا، وسيراليون.
كان الشيخ محمد أحمد دهمان، والأستاذ صلاح الدين المنجد من أصدقائه المقربين. توفي بدمشق.

## مؤلفاته
| - معجم المؤلفين: تراجم مصنفي الكتب العربية - الأدب العربي في الجاهلية والإسلام - أعلام النساء في عالمي العرب والإسلام - إفريقية الغربية والبريطانية - اللغة العربية وعلومها - الألفاظ المعربة والموضوعة التي وردت في مجلة المجمع العلمي العربي - العلوم البحتة في العصور الإسلامية - التاريخ والجغرافية في العصور الإسلامية - جغرافية شبه جزيرة العرب - جولة في ربوع التربية والتعليم - الحب - دراسات اجتماعية في العصور الإسلامية - الزواج | - الزنا ومكافحته - سيف الله خالد بن الوليد - الطلاق - علوم الدين الإسلامي - العالم الإسلامي - العرب من هم وما قيل فيهم - الفلسفة الإسلامية وملحقاتها - الفنون الجميلة في العصور الإسلامية - المرأة في عالمي العرب والإسلام - المرأة في القديم والحديث - مقدمات ومباحث في العصور الإسلامية - معجم قبائل العرب القديمة والحديثة - المنتخب من مخطوطات المدينة المنورة - النسل والعناية به |

## وصلات خارجية
- عمر رضا كحالة على موقع أرشيف الشارخ.
- «عمر كحالة».. باحث موسوعي أضاء التراث العربي الإسلامي - موقع دمشق الإلكتروني